# استوکویل (نبراسکا)
استوکویل(به انگلیسی: Stockville) شهری در ایالت نبراسکا کشور ایالات متحده آمریکا است که جمعیت آن در سرشماری سال ۲۰۱۰ میلادی، ۲۵ نفر بوده‌است.